# Bilberry-Staudamm
Am 5. Februar 1852 brach der Bilberry-Staudamm bei Holme Village nahe Holmfirth in England (Yorkshire) und verursachte die "Holmfirth Flood". Es gab mindestens 80 Tote.

## Der Bau der Talsperre
Der Bau der Talsperre begann 1840, um im Holme Valley die Wasserräder der Mühlen anzutreiben. Der planende Ingenieur war Mr. George Leather, Civil Engineer (Bauingenieur), und ausgeführt wurden die Bauarbeiten von Messrs. Sharp and Sons aus Dewsbury für 9.324 £. Der Kontrakt wurde dieser Firma jedoch entzogen und von Messrs. David Peter and Brothers bis 1848 fortgeführt.
Die Talsperre hatte einen Stauinhalt von 300.000 m³. Der Staudamm lag in einer schmalen Schlucht hinter einem Becken, das von zwei Flüssen gespeist wurde.
Der mit Gras bewachsene Damm aus Erde und Steinen hatte eine Höhe von 67 Fuß (20 m) und eine Länge von 300 Fuß (90 m). Er hatte eine senkrechte Dichtungsschicht in der Mitte, die oben 8 Fuß (2,4 m) und unten 16 Fuß (4,8 m) breit war. 
Als Hochwasserentlastung stand in dem Damm ein kreisförmiger Turm von 4,5 m Durchmesser, der überlaufendes Wasser durch einen Tunnel abführen sollte. Der Damm setzte sich später, so dass die Dammkrone in der Mitte tiefer lag als der Hochwasser-Überlauf, wodurch dieser nutzlos wurde. In dem Turm befanden sich auch zwei Verschlüsse, die mit Schiebern von oben bedient werden konnten.
Während der Bauarbeiten stieß man auf eine armdicke Quelle. Der Baugrund wurde hier tiefer ausgehoben, um die Stelle abzudichten.
Im Betrieb war der Damm später trotzdem sehr undicht, so dass die Wassermühlen teilweise allein vom Sickerwasser betrieben werden konnten. Der Ingenieur behauptete später vor Gericht, von der Quelle nichts gewusst zu haben. Die Ursache des Dammbruchs war allerdings Überströmung.

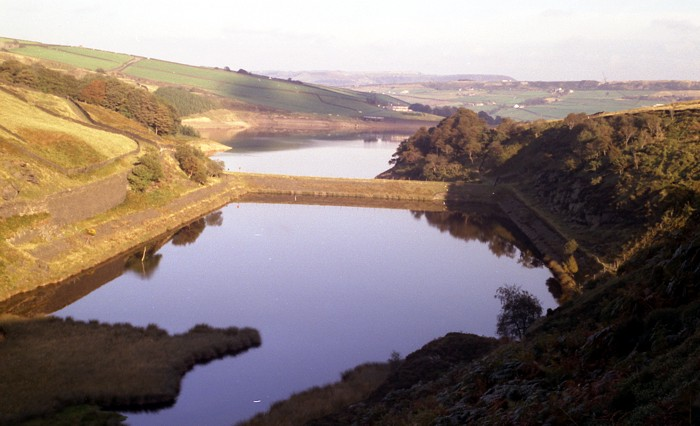
Bilberry-Staudamm mit Digley-Reservoir, dahinter Holmfirth

## Die Katastrophe
Der Damm wurde bei einem Hochwasser nach tagelangen starken Regenfällen zerstört. Es soll 2 Inch (50 mm) in 24 Stunden geregnet haben. In der Nacht vor dem Bruch war einer der beiden Verschlüsse in Reparatur und der andere mit Steinen und Geröll blockiert. Der Wasserspiegel konnte nicht gesenkt werden. Infolgedessen wurde der Damm von Wind und Wellen überspült, bis er brach.
Das Wasser brauchte 20 Minuten, um die drei Meilen (5 km) nach Holmfirth zurückzulegen. Im Holme Valley wurden große Schäden angerichtet. Die Zahl der Toten wird mit 80, 81 oder 84 angegeben und es gab viele Obdachlose.
Das Reservoir war in 30 Minuten ausgelaufen.
Heute befindet sich etwas weiter unterhalb das 1954 gebaute Digley-Reservoir.